# Fasayil
Fasayil, en arabe : النويعمه,  est un village du gouvernorat de Jéricho en Palestine, situé à 14 km au nord-ouest de Jéricho, en Cisjordanie.
Selon le recensement du bureau central palestinien des statistiques, la localité compte une population de 1 637 habitants en 2017.